# 1. Bundesliga Karambolage Mehrkampf
Die 1. Bundesliga Mehrkampf ist die höchste Spielklasse im Karambolagebillard-Mehrkampf in Deutschland.
Die Mehrkampfliga wurde gegründet um den Technikspielern, also Freie Partie, Cadre und Einband, weiter einen Spielbetrieb zu sichern, nachdem die Billard-Bundesliga zur Saison 1995/96 auf eine reine Dreibandliga umgestellt wurde.
Dabei ermitteln bis zu zehn Mannschaften an insgesamt 18 Spieltagen den Deutschen Mehrkampfmeister und die Absteiger in die 2. Bundesliga Mehrkampf.
Ein Spieltag besteht aus vier Partien in vier unterschiedlichen Disziplinen des Karambolage.

## Modus
Ein Spieltag besteht aus folgenden vier Partien, die jeweils auf einem Matchbillardtisch gespielt werden:
- Freie Partie bis 300 Punkte
- Einband bis 100 Punkte
- Cadre 47/2 bis 200 Punkt
- Cadre 71/2 bis 150 Punkte

Dabei darf jeder Spieler nur eine Partie spielen.
Die Mannschaft des Siegers der einzelnen Partien erhält jeweils zwei Punkte, bei einem Unentschieden erhalten beide Mannschaften einen Punkt.
Für den Mannschafts-GD (MGD) werden die Anzahl der erzielten Punkte und der Aufnahmen in der Freien Partie mit acht multipliziert, die Punkte im Einband mit 24, die Aufnahmen mit drei. Im Cadre 47/2 wird die Anzahl der Punkte mit acht, die Anzahl der Aufnahmen mit vier, im Cadre 71/2 die Punkte mit neun, die Aufnahmen mit drei multipliziert.
Die Bepunktung der Begegnungen in der Tabelle erfolgt nach der „2-Punkte-Regel“ (Sieg: 2, Unentschieden: 1, Niederlage: 0).

## Turnierstatistik
Der GD gibt den Generaldurchschnitt der jeweiligen Mannschaft während der Saison an.
| Nr. | Saison    | 1. Bundesliga-Mehrkampf Meister | MGD   |
| --- | --------- | ------------------------------- | ----- |
| 01  | 1995/96   | BC Hilden 1935                  | ?     |
| 02  | 1996/97   | DBC Bochum 1926                 | ?     |
| 03  | 1997/98   | DBC Bochum 1926                 | ?     |
| 04  | 1998/99   | DBC Bochum 1926                 | ?     |
| 05  | 1999/2000 | DBC Bochum 1926                 | ?     |
| 06  | 2000/01   | DBC Bochum 1926                 | ?     |
| 07  | 2001/02   | DBC Bochum 1926                 | ?     |
| 08  | 2002/03   | BC Hilden 1935                  | ?     |
| 09  | 2003/04   | BC Hilden 1935                  | ?     |
| 10  | 2004/05   | DBC Bochum 1926                 | ?     |
| 11  | 2005/06   | DBC Bochum 1926                 | ?     |
| 12  | 2006/07   | BC Hilden 1935                  | ?     |
| 13  | 2007/08   | DBC Bochum 1926                 | ?     |
| 14  | 2008/09   | DBC Bochum 1926                 | ?     |
| 15  | 2009/10   | DBC Bochum 1926                 | 69,42 |
| 16  | 2010/11   | DBC Bochum 1926                 | 76,43 |
| 17  | 2011/12   | DBC Bochum 1926                 | 69,12 |
| 18  | 2012/13   | DBC Bochum 1926                 | 68,67 |
| 19  | 2013/14   | DBC Bochum 1926                 | 50,58 |
| 20  | 2014/15   | ABC Merklinde                   | 39,89 |
| 21  | 2015/16   | DBC Bochum 1926                 | 43,99 |
| 22  | 2016/17   | DBC Bochum 1926                 | 51,25 |
| 23  | 2017/18   | DBC Bochum 1926                 | 48,27 |
| 24  | 2018/19   | BC Hilden 1935                  | 34,24 |